# Serie A 2020/2021
Soutěžní ročník Serie A 2020/21 byl 119. ročník nejvyšší italské fotbalové ligy a 89. ročník od založení Serie A. Soutěž začala 19. září 2020 a skončila 23. května 2021. Účastnilo se jí opět 20 týmů, z toho 17 se kvalifikovalo z minulého ročníku. Poslední tři týmy předchozího ročníku, jimiž byly US Lecce, Brescia Calcio a poslední tým ročníku - S.P.A.L., sestoupily do druhé ligy. Opačným směrem putovaly Benevento Calcio (vítěz druhé ligy), FC Crotone a Spezia Calcio která po obsazení 3. místa v ligové tabulce zvítězila v play-off. Klub Spezia Calcio se do nejvyšší ligy vrátila po 96 letech (1924/25).
Titul v soutěži obhajuje opět Juventus FC, který v minulém ročníku získal již 36. prvenství v soutěži a deváté v řadě.

## Přestupy hráčů
| Jméno                  | odkud           | kam                    | cena           |  |
| ---------------------- | --------------- | ---------------------- | -------------- |  |
| Arthur Melo            | FC Barcelona    | Juventus FC            | 72 000 000 eur |  |
| Victor Osimhen         | Lille OSC       | SSC Neapol             | 70 000 000 eur |  |
| Miralem Pjanić         | Juventus FC     | FC Barcelona           | 60 000 000 eur |  |
| Mauro Icardi           | FC Inter Milán  | Paris Saint-Germain FC | 50 000 000 eur |  |
| Achraf Hakimi          | Real Madrid     | FC Inter Milán         | 41 000 000 eur |  |
| Nicolò Barella         | Cagliari Calcio | FC Inter Milán         | 32 500 000 eur |  |
| Patrik Schick          | AS Řím          | Bayer Leverkusen       | 26 500 000 eur |  |
| Allan Marques Loureiro | SSC Neapol      | Everton FC             | 25 000 000 eur |  |
| Emre Can               | Juventus FC     | Borussia Dortmund      | 25 000 000 eur |  |
| Simone Verdi           | SSC Neapol      | Turín FC               | 22 000 000 eur |  |

## Složení ligy v tomto ročníku
| Klub               | Město     | Stadión                             | Kapacita | Trenér                                                                        | 2019/2020        |
| ------------------ | --------- | ----------------------------------- | -------- | ----------------------------------------------------------------------------- | ---------------- |
| Atalanta BC        | Bergamo   | Gewiss Stadium                      | 21 300   | Gian Piero Gasperini                                                          | Bronzová medaile |
| Benevento Calcio   | Benevento | Ciro Vigorito                       | 16 800   | Filippo Inzaghi                                                               | Serie B          |
| Bologna FC 1909    | Bologna   | Renato Dall'Ara                     | 36 400   | Siniša Mihajlović                                                             | 12.              |
| Cagliari Calcio    | Cagliari  | Sardegna Arena                      | 16 400   | Eusebio Di Francesco (do 23. kola) Leonardo Semplici                          | 14.              |
| FC Crotone         | Crotone   | Ezio Scida                          | 16 640   | Giovanni Stroppa (do 24. kola) Serse Cosmi                                    | Serie B          |
| ACF Fiorentina     | Florencie | Artemio Franchi                     | 43 147   | Giuseppe Iachini (do 7. kola) Cesare Prandelli (do 28. kola) Giuseppe Iachini | 10.              |
| Janov CFC          | Janov     | Luigi Ferraris                      | 36 600   | Rolando Maran (do 13. kola) Davide Ballardini                                 | 17.              |
| UC Sampdoria       | Janov     | Luigi Ferraris                      | 36 600   | Claudio Ranieri                                                               | 15.              |
| AC Milán           | Milán     | Giuseppe Meazza                     | 78 270   | Stefano Pioli                                                                 | 6.               |
| FC Inter Milán     | Milán     | Giuseppe Meazza                     | 78 270   | Antonio Conte                                                                 | Stříbrná medaile |
| SSC Neapol         | Neapol    | San Paolo                           | 55 000   | Gennaro Gattuso                                                               | 7.               |
| Parma Calcio 1913  | Parma     | Ennio Tardini                       | 22 350   | Fabio Liverani (do 16. kola) Roberto D'Aversa                                 | 11.              |
| AS Řím             | Řím       | Olimpico                            | 70 634   | Paulo Fonseca                                                                 | 5.               |
| SS Lazio           | Řím       | Olimpico                            | 70 634   | Simone Inzaghi                                                                | 4.               |
| US Sassuolo Calcio | Sassuolo  | Mapei Stadium - Città del Tricolore | 21 500   | Roberto De Zerbi                                                              | 8.               |
| Spezia Calcio      | La Spezia | Orogel Stadium-Dino Manuzzi         | 20 190   | Vincenzo Italiano                                                             | Serie B          |
| Turín FC           | Turín     | Olimpico di Torino                  | 28 100   | Marco Giampaolo (do 18. kola) Davide Nicola                                   | 16.              |
| Juventus FC        | Turín     | Allianz Stadium                     | 41 507   | Andrea Pirlo                                                                  |                  |
| Udinese Calcio     | Udine     | Friuli - Dacia Arena                | 25 144   | Luca Gotti                                                                    | 13.              |
| Hellas Verona FC   | Verona    | Marc'Antonio Bentegodi              | 39 000   | Ivan Jurić                                                                    | 9.               |

## Tabulka
| Poř. | Tým                | Z  | V  | R  | P  | VG | OG | B  |
| ---- | ------------------ | -- | -- | -- | -- | -- | -- | -- |
| 1.   | FC Inter Milán     | 38 | 28 | 7  | 3  | 89 | 35 | 91 |
| 2.   | AC Milán           | 38 | 24 | 7  | 7  | 74 | 41 | 79 |
| 3.   | Atalanta BC        | 38 | 23 | 9  | 6  | 90 | 47 | 78 |
| 4.   | Juventus FC        | 38 | 23 | 9  | 6  | 77 | 38 | 78 |
| 5.   | SSC Neapol         | 38 | 24 | 5  | 9  | 86 | 41 | 77 |
| 6.   | SS Lazio           | 38 | 21 | 5  | 12 | 61 | 55 | 68 |
| 7.   | AS Řím             | 38 | 18 | 8  | 12 | 68 | 58 | 62 |
| 8.   | US Sassuolo Calcio | 38 | 17 | 11 | 10 | 64 | 56 | 62 |
| 9.   | UC Sampdoria       | 38 | 15 | 7  | 16 | 52 | 54 | 52 |
| 10.  | Hellas Verona FC   | 38 | 11 | 12 | 15 | 46 | 48 | 45 |
| 11.  | Janov CFC          | 38 | 10 | 12 | 16 | 47 | 58 | 42 |
| 12.  | Bologna FC 1909    | 38 | 10 | 11 | 17 | 51 | 65 | 41 |
| 13.  | ACF Fiorentina     | 38 | 9  | 13 | 16 | 47 | 59 | 40 |
| 14.  | Udinese Calcio     | 38 | 10 | 10 | 18 | 42 | 58 | 40 |
| 15.  | Spezia Calcio      | 38 | 9  | 12 | 17 | 52 | 72 | 39 |
| 16.  | Cagliari Calcio    | 38 | 9  | 10 | 19 | 43 | 59 | 37 |
| 17.  | Turín FC           | 38 | 7  | 16 | 15 | 50 | 69 | 37 |
| 18.  | Benevento Calcio   | 38 | 7  | 12 | 19 | 40 | 75 | 33 |
| 19.  | FC Crotone         | 38 | 6  | 5  | 27 | 45 | 92 | 23 |
| 20.  | Parma Calcio 1913  | 38 | 3  | 11 | 24 | 39 | 83 | 20 |

Poznámky
- Z = Odehrané zápasy; V = Vítězství; R = Remízy; P = Prohry; VG = Vstřelené góly; OG = Obdržené góly; B = Body

|  | Mistr ligy a přímý postup do Ligy mistrů 2021/2022 |
|  | Přímý postup do Ligy mistrů 2021/2022              |
|  | Přímý postup do Evropské ligy UEFA 2021/2022       |
|  | Postup do předkola Evropské ligy UEFA 2021/2022    |
|  | Sestup do Serie B 2021/2022                        |

## Střelecká listina
Nejlepším střelcem této sezóny se stal 29 brankami Portugalský útočník Cristiano Ronaldo ve službách  Juventusu FC
| P.  | Nár         | Hráč              | Tým                | Branky |
| --- | ----------- | ----------------- | ------------------ | ------ |
| 1.  | Portugalsko | Cristiano Ronaldo | Juventus FC        | 29     |
| 2.  | Belgie      | Romelu Lukaku     | FC Inter Milán     | 24     |
| 3.  | Kolumbie    | Luis Muriel       | Atalanta BC        | 22     |
| 4.  | Srbsko      | Dušan Vlahović    | ACF Fiorentina     | 21     |
| 5.  | Nigérie     | Simeon Nwankwo    | FC Crotone         | 20     |
| 5.  | Itálie      | Ciro Immobile     | SS Lazio           | 20     |
| 7.  | Itálie      | Lorenzo Insigne   | SSC Neapol         | 19     |
| 8.  | Itálie      | Domenico Berardi  | US Sassuolo Calcio | 17     |
| 8.  | Argentina   | Lautaro Martínez  | FC Inter Milán     | 17     |
| 10. | Brazílie    | João Pedro        | Cagliari Calcio    | 16     |

## Vítěz
| Serie A 2020/2021 FC Inter Milán (19. titul) |